# Canzone appassiunata
Canzone appassiunata è una canzone del 1922, composta da E. A. Mario. 

## La nascita del brano
E.A. Mario compose il brano musicale in occasione della  Piedigrotta 1922. Il testo era stato ispirato da una poesia di Luigi Molinaro Del Chiaro pubblicata nella raccolta “Canti popolari”. Sempre lo stesso anno, la presentò in persona anche a New York in un concerto per emigrati.

## Incisioni
- Gennaro Pasquariello- 1928; DiscoGrammof. R 4739 - Columbia D 11581- DQ 735